# Cululú
Cululú es una comuna argentina del departamento Las Colonias en la provincia de Santa Fe. Dista 66 km de la capital provincial, Santa Fe, y 280 km de la ciudad de Rosario. Está ubicado sobre la ruta provincial RP 4, en la parte norte del departamento Las Colonias, situada al norte de Esperanza y al este de Grütly. 
Es la cabecera del distrito comunal del mismo nombre con una extensión de 9.000 ha. 
La agricultura, la ganadería y la lechería, constituyen la principal actividad de la zona, sembrándose preferentemente soja, maíz, forrajes, trigo y lino. 
En los numerosos establecimientos ganaderos que allí existen se cría especialmente el ganado vacuno.

## Población
Cuenta con 368 habitantes (Indec, 2010), lo que representa un descenso frente a los 417 habitantes (Indec, 2001) del censo anterior.
| Gráfica de evolución demográfica de Cululú entre 1991 y 2010 |
|                                                              |
| Fuente: Censos nacionales del INDEC                          |

## Historia
Antiguo fortín. Lugar a orillas del arroyo Cululú (también llamado Kolú Kolú, Kolulu  o río de las palomas en el idioma de los pueblos aborígenes que habitaron sus orillas), muy ligado a la historia de la ciudad de Santa Fe de la Vera Cruz, por ser un paraje de constantes desplazamientos de tropas y personas durante la época de la dominación española. Tuvieron lugar allí algunos encuentros cruentos entre los aborígenes que habitaban el llamado Gran Chaco  y los españoles y criollos que habitaban en un principio Santa Fe la Vieja (Cayastá) y luego los de Santa Fe de la Vera Cruz, cuando esta se mudó hasta su actual emplazamiento expulsando a sus pobladores originarios.
El lugar cuenta con un agradable arroyo donde se pueden pescar diversas especies de agua salada, donde hoy se asienta este pueblo, a orillas del arroyo del mismo nombre, fue escenario de la sangrienta batalla de Cululú, allá por el siglo XVIII; librada el 4 de marzo de 1718. Los efectivos del entonces teniente gobernador Martín de Barúa con cincuenta soldados atacaron a una población de unos quinientos indígenas (mujeres y niños incluidos), quienes vivían en el lugar. Tras varias horas de cruenta lucha, los indígenas resultaron totalmente derrotados y sus tolderías arrasadas, lo que en parte motivó que cesaran por mucho tiempo los ataques y robos que padecía periódicamente la ciudad de Santa Fe, producto de las tensiones que se producían entre ambas partes, unos que veían invadidos sus desde siempre sitios de caza, vivienda y los santafesinos que querían expandir sus zonas de influencia y conquista. 
Casi un siglo y medio después de ese episodio, don Andrés Roldán fundaba en 1866 el pueblo Cululú. Su comuna fue creada el 19 de agosto de 1915. La localidad de Cululú Archivado el 27 de septiembre de 2007 en Wayback Machine. es cabecera del distrito comunal de la misma denominación, cuya superficie abarca 172 km².

## Santo patrono
San Agustín, 28 de agosto

## Escuelas
- Gregoria Matorras de San Martín
- Miguel Estanislao Soler
- Mariano Moreno

## Parajes cercanos
- Norte: Santo Domingo
- Oeste: Progreso y Rivadavia
- Este: Dpto. La Capital
- Sur: Esperanza y “Pueblito o ABC Cululú”. Archivado el 27 de septiembre de 2007 en Wayback Machine. Viene este nombre de los tres puntos que determinaban un triángulo en el [plano] (enlace roto disponible en Internet Archive; véase el [plano historial, la [plano primera versión y la [plano última). de la región.